# Castillo de Corbó
El castillo de Corbó se encuentra en el término municipal de Benasal, en la comarca del Alto Maestrazgo, en la provincia de Castellón, España. También es conocido como Castell dels Corbons, y se ubica sobre un peñasco a unos 1060 metros de altitud, al noroeste de la población. Está ubicado a la derecha del kilómetro 10 de la carretera a Vilafranca, sobre el nacimiento del barranco de Enramos. 
El castillo de Corbó ha sido declarado Bien de Interés Cultural por su valor histórico y arquitectónico. Esta registrado con el número R-I-51-0010797 en la Dirección General de Patrimonio Artístico de la Generalidad Valenciana, con fecha de anotación 3 de junio de 2002.

## Historia
Existe documentación que acredita que ya estaba construido en el siglo XII. Pedro II de Aragón lo conquistó a los musulmanes en 1210 y, más tarde, en 1229 debió estar en poder de Jaime I de Aragón, puesto que existe documentación sobre un acuerdo por el castillo que pasa a ser propiedad de Abú Zayd, penúltimo gobernador árabe de Valencia y aliado del rey cristiano. En otros documentos de 1231, aparece como garantía de un préstamo contraído por el Rey Jaime I de Aragón, por lo que se puede deducir que había vuelto a manos del rey por estas fechas. También hay documentación que indica que en la Carta Puebla de 1239 Pedro Daroca quedó feudatario en el macizo sobre el castillo de Corbó. Como ocurrió con otros castillos de la zona, estuvo integrado en la demarcación territorial del Castillo de Culla, razón por la cual, cuando en 1303 la Orden de los Templarios compra al endeudado Guillem de Anglesola el castillo de Culla y sus territorios, muchos otros castillos entran a formar parte de los dominios de esta orden, entre ellos el castillo de Corbó. Cuando la orden es perseguida por Jaime II de Aragón y en diciembre de 1307 se rinde en Adzaneta, Albocacer, Ares, Benasal, Boi, Cuevas de Vinromá, Corbó, Culla, Alcalá de Chivert, La Iglesuela y otros; el castillo acabará siendo propiedad de la Orden de Montesa en 1319. Pese a que se sabe por documentación existente que estaba habitado por guarnición y alcaide en 1321, quedó totalmente despoblado en 1612.

## Descripción
Fue un castillo prácticamente inaccesible, en la actualidad totalmente arruinado y cuyos vestigios se esparcen por una extensa zona.
El castillo se levanta sobre un asentamiento de la Edad de Bronce, ocupado posteriormente en las épocas ibérica y romana. También existió a sus pies, un poblado musulmán. Es un castillo de los tipificados como roquero, con un único recinto murado de torres barbacanas gemelas de planta cuadrada y torre mayor con aljibe. Su muralla, de la que actualmente quedan muy pocos vestigios, debió ser de reducidas dimensiones. Es accesible por el sur, a través de una pendiente muy pronunciada, razón por la cual, la entrada al castillo se sitúa por el norte. Existe una leyenda que narra la existencia en el castillo de una comunicación subterránea con la cueva situada a los pies de la montaña desde donde brota una fuente y así mismo se cuenta que oculta grandes tesoros.